# Schloss St. Peter in der Au

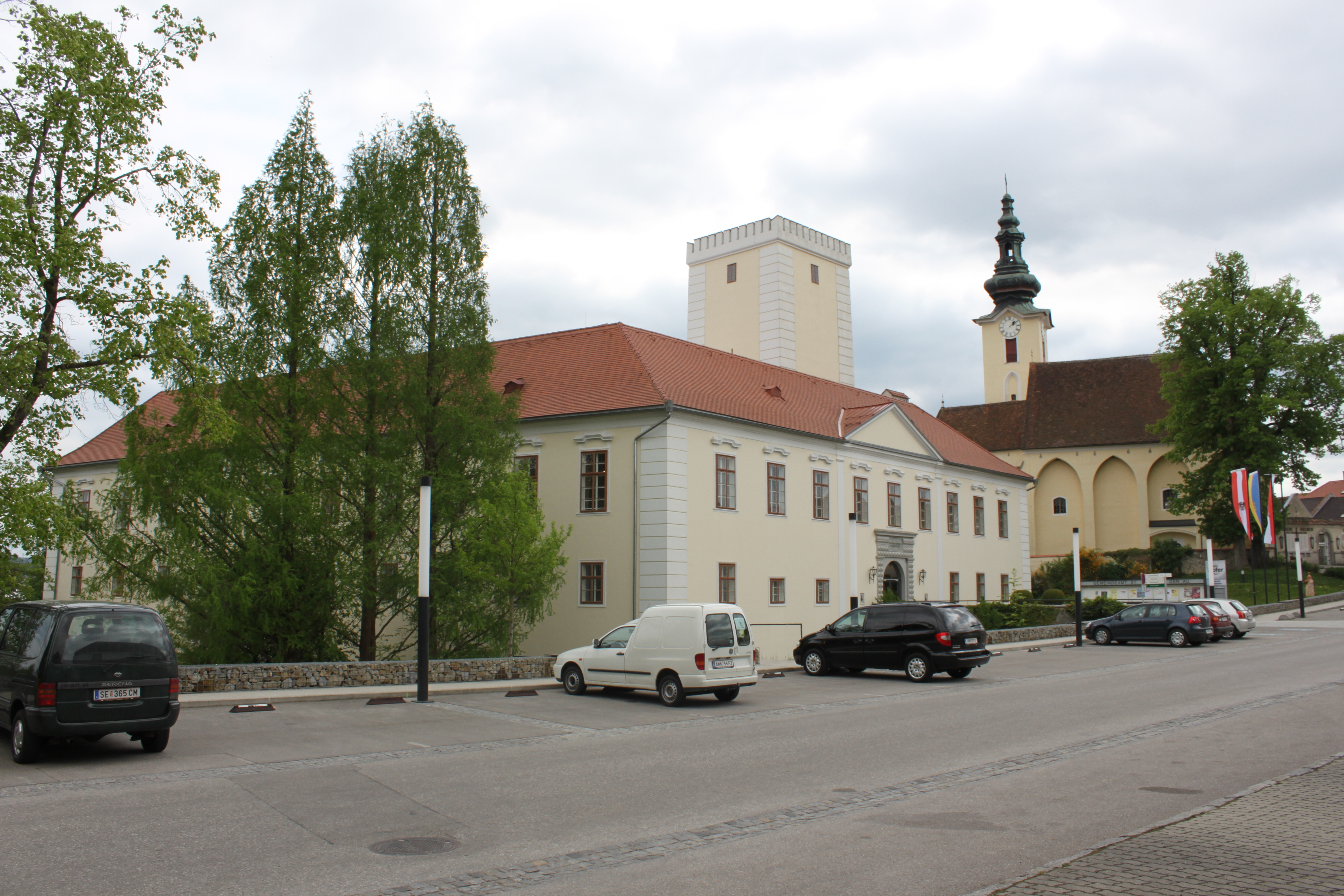
Das Schloss mit der Pfarrkirche im Hintergrund

Das Schloss St. Peter in der Au in der Marktgemeinde St. Peter in der Au in Niederösterreich im Bezirk Amstetten ist nach Südwesten mit einer Wehrgangbrücke mit der Pfarrkirche St. Peter in der Au verbunden.

## Geschichte
Die um einen romanischen Bergfried gewachsene Vierflügelanlage hat einen Arkadenhof. Sie ist von einem teilweise trockengelegten Wassergraben umgeben. Anfangs war das Schloss vermutlich der Sitz des Alram und Egino von Url. Es wurde im 12. Jahrhundert erbaut. Urkundlich wurde 1277 berichtet, dass Abt Heinrich von Admont Mauern und Gräben erneuern ließ. Die Burg wurde 1298 an das Bistum Freising verpfändet. Von 1557 bis 1587 erfolgte der Umbau zum Renaissanceschloss durch Georg und Wilhelm Seemann von Mangern. Es folgte reger Besitzerwechsel, darunter auch die Steyrer Ratsherrenfamilie Strasser von und zu Gleyss und die Geyer von Osterburg. Verwandtschaftlich verbunden, wurde das Schloss 1621 von Katharina Gräfin von Losenstein erworben. Mit ihr wurden die Laubengänge im Hof errichtet. Durch die Reichsgrafen von Windischgrätz, ab 1682 die Herrschaftseigentümer, wurde das Schloss teilweise barockisiert. Einige bauliche Veränderungen entstanden 1845 mit Freiherr von Schönewitz. 1851 kaufte Graf Artur von Ségur-Cabanac das Schloss, es blieb in Familienbesitz bis 1948. Ab 1992 wurde das Schloss restauriert, damals in Besitz der Familie Lugmair und 1999 von der Marktgemeinde erworben und dient als Gemeindeamt und Standesamt und für Veranstaltungen.

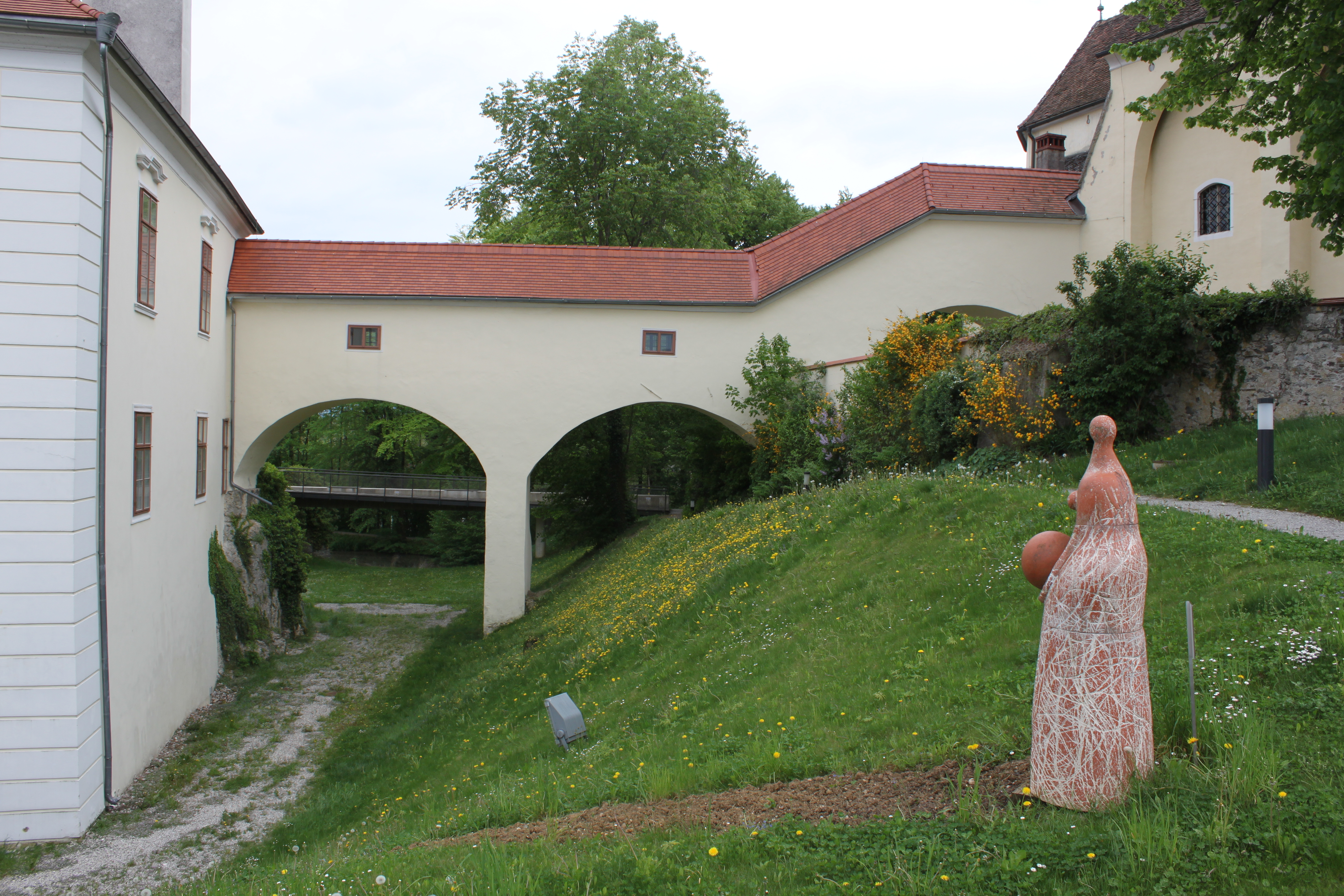
Wehrgangbrücke
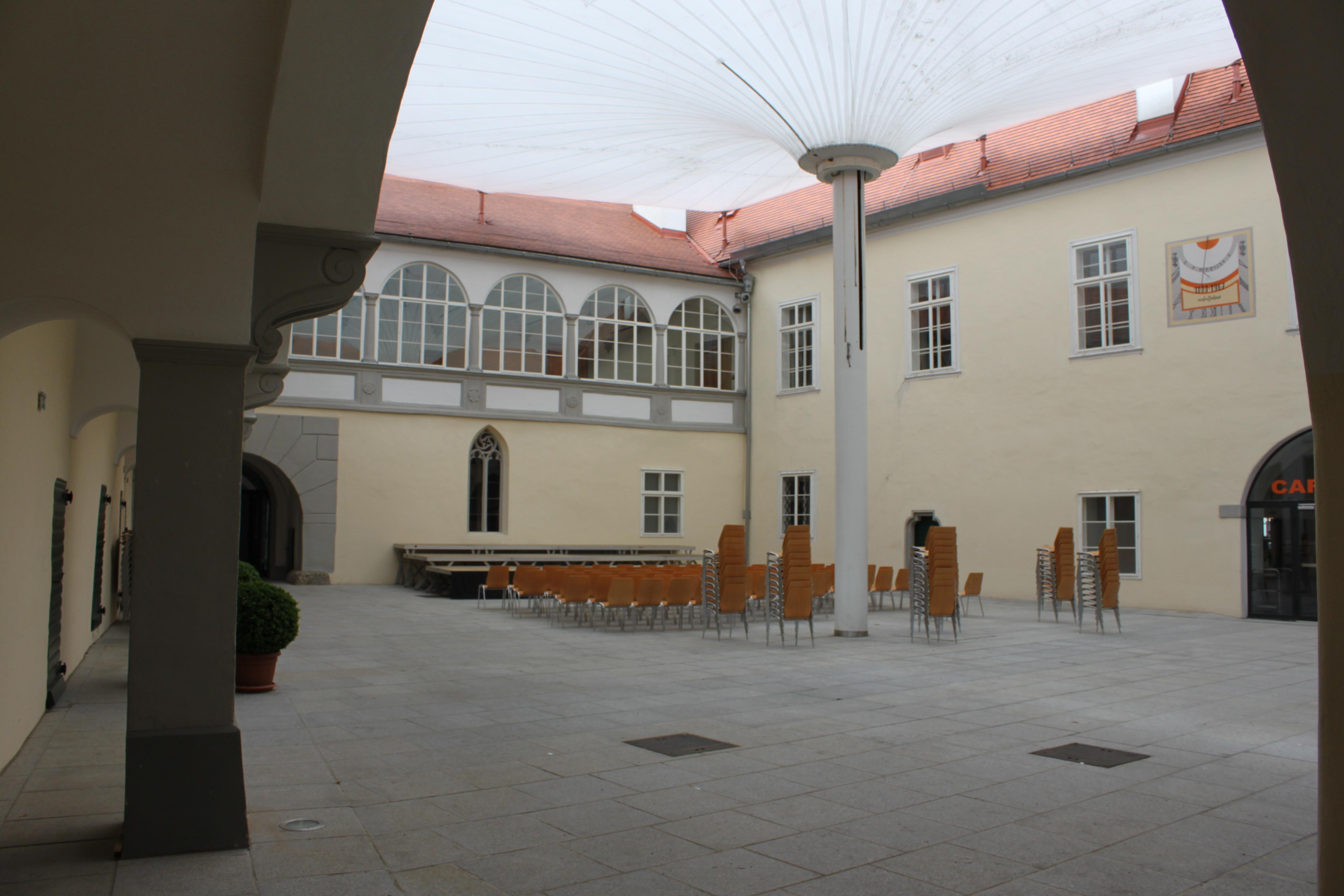
Innenhof
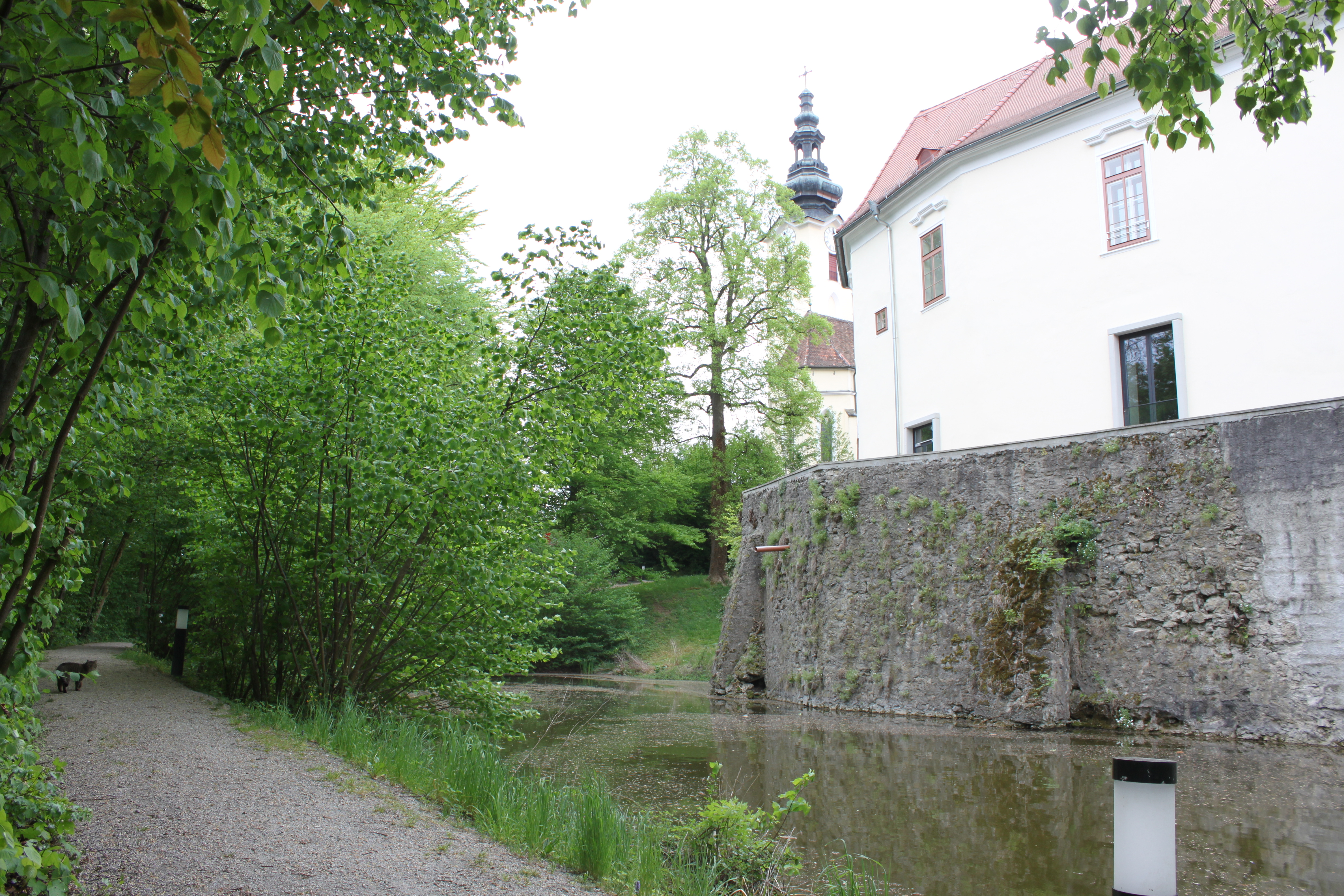
Wassergraben

## Museum
- Das Carl-Zeller-Museum im Schloss bietet einen vollständigen Überblick über Leben und Werk des in St. Peter in der Au geborenen Operettenkomponisten Carl Zeller.

## Ausstellungen
- 2007 Niederösterreichische Landesausstellung Feuer & Erde zum Thema Erde